# امیتی (پنسیلوانیا)
امیتی، پنسیلوانیا (به انگلیسی: Amity, Pennsylvania) یک منطقهٔ مسکونی در ایالات متحده آمریکا است که در پنسیلوانیا قرار دارد.